# Hôtel de la Coquille
L'hôtel de la Coquille est une maison située à Provins, en France.

## Localisation
L'hôtel est situé dans la ville-haute de Provins, en Seine-et-Marne, sur la place du Châtel.

## Historique
La maison tire son nom d'une coquille Saint-Jacques, sculptée sur la clé de voûte au-dessus de l'entrée.
La façade de l'édifice est inscrite au titre des monuments historiques en 1932.